# دون سكاردينيو
دون سكاردينيو (بالإنجليزية: Don Scardino)‏ هو مخرج وممثل أمريكي، ولد في 17 فبراير 1949 بنيويورك في الولايات المتحدة.

## أعمال

### أفلام
- (2013) بيرت وندرستون المذهل[2]

## وصلات خارجية
- دون سكاردينيو على موقع IMDb (الإنجليزية)
- دون سكاردينيو على موقع ألو سيني (الفرنسية)
- دون سكاردينيو على موقع ميوزك برينز (الإنجليزية)
- دون سكاردينيو على موقع أول موفي (الإنجليزية)
- دون سكاردينيو على موقع بوكس أوفيس موجو (الإنجليزية)
- دون سكاردينيو على موقع قاعدة بيانات برودواي على الإنترنت (الإنجليزية)
- دون سكاردينيو على موقع قاعدة بيانات برودواي على الإنترنت (الإنجليزية)
- دون سكاردينيو على موقع قاعدة بيانات الأفلام السويدية (السويدية)
- دون سكاردينيو على موقع ديسكوغز (الإنجليزية)
- دون سكاردينيو على موقع قاعدة بيانات الفيلم (الإنجليزية)